# اورلیو پاسکوتینی
اورلیو پاسکوتینی (انگلیسی: Aurelio Pascuttini؛ زادهٔ ۱۹ مارس ۱۹۴۴) بازیکن فوتبال اهل آرژانتین است.
از باشگاه‌هایی که در آن بازی کرده‌است می‌توان به باشگاه فوتبال روساریو سنترال اشاره کرد.
وی همچنین در تیم ملی فوتبال آرژانتین بازی کرده‌است.